# Сервал
Серва́л, серваль (Leptailurus serval або Caracal serval) — хижий африканський ссавець з роду сервал (Leptailurus) родини котових (Felidae). Сервал має довгі ноги, великі вуха, й чорнопляме оранжево-коричневе хутро. Етимологія: слово serval має французьке походження й означає «ланеподібний».
Нерідко сервала відносять до окремого роду Leptailurus Severtzov, 1858 .

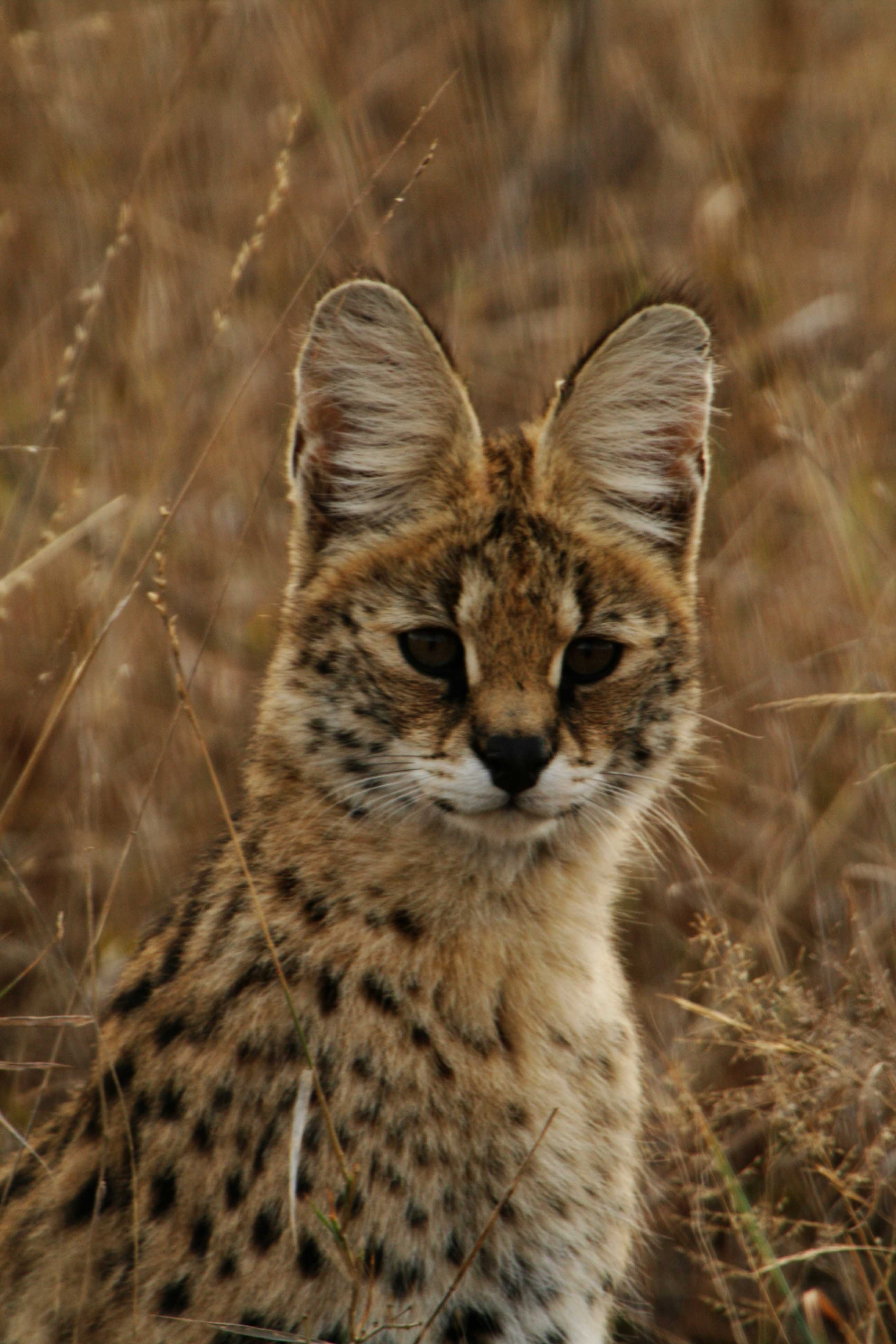
Сервал у Північній Африці

## Генетика
Генетичні дослідження показали, що філогенетична лінія Caracal відокремилася від лінії спільного предка 8.5 млн років тому, вид сервал відділився від лінії каракала та золотої кішки 5.6 млн років тому.
Філогенетичне дерево лінії Caracal
|         | Leptailurus serval                                                 |
|         |                                                                    |
| Caracal | \| \| Caracal aurata \| \| \| \| \| \| Caracal caracal \| \| \| \| |
|         | \| \| Caracal aurata \| \| \| \| \| \| Caracal caracal \| \| \| \| |
|         | Caracal aurata                                                     |
|         |                                                                    |
|         | Caracal caracal                                                    |
|         |                                                                    |

|  | Caracal aurata  |
|  |                 |
|  | Caracal caracal |
|  |                 |

## Зовнішній вигляд

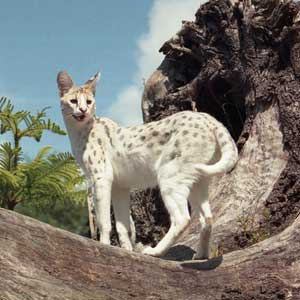
Білий сервал

Сервал — струнка, довгонога кішка середніх розмірів. Довжина тіла 90—135 см, висота в плечах до 40—65 см; вага становить 8—18 кг. У сервала найдовші ноги та найбільші (відносно розмірів тіла) вуха серед котячих. Голова мініатюрна; хвіст відносно короткий — 30—45 см. Деякі морфологічні особливості сервала дозволяють припускати спорідненість із рисями й каракалами, хоча забарвленням він більше всього нагадує гепарда — темні плями і смуги на жовтувато-сірому фоні. Груди, живіт і морда у нього білі. Вуха із зовнішнього боку чорні з жовтими або білими поперечними плямами.
Є відмінності в забарвленні різних географічних рас сервала. Сервали, що живуть в степових і малолісистих районах, відрізняються великими плямами на світлому фоні. Лісові сервали — темніші, більш приземисті, а плями у них дрібніші; раніше них виділяли в окремий вид «сервалоподібних кішок» або сервалін. Перехід між цими двома типами плавний, особливо там, де їх ареали сусідні. Так, в Уганді й Анголі траплялися особини з великими плямами на темному фоні, а в Гвінеї, Того і Ефіопії — з дрібними плямами на ясно-жовтому фоні. У гірських областях Кенії зустрічаються чорні сервали (меланісти); тут вони складають до половини популяції. Білі сервали з сріблисто-сірими плямами відомі тільки в неволі.

## Розповсюдження й підвиди
Сервали поширені практично на всій території Африки, виключаючи Сахару, ліси екваторіальної зони і крайній південь материка (Капська провінція). На північ від Сахари (Алжир, Марокко) цей звір зараз украй рідкісний, але ще достатньо звичайний в Східній і Західній Африці.

### Підвиди
Налічують близько 14 підвидів сервала:
- Leptailurus serval serval, від Танзанії до Капськой провінції (ПАР)
- Leptailurus serval beirae, Мозамбік
- Leptailurus serval brachyura, Західна Африка, Сахель, Ефіопія
- Leptailurus serval constantina, Північна Африка (під загрозою зникнення)
- Leptailurus serval hamiltoni, східний Трансвааль  (ПАР)
- Leptailurus serval hindeio, Танзанія
- Leptailurus serval ingridi, Намібія, південна Ботсвана, Зімбабве
- Leptailurus serval kempi, Уганда
- Leptailurus serval kivuensis, Республіка Конго, Демократична Республіка Конго
- Leptailurus serval liposticta, північна Ангола
- Leptailurus serval lonnbergi, південна Ангола
- Leptailurus serval mababiensis, північна Ботсвана
- Leptailurus serval robertsi, західний Трансвааль
- Leptailurus serval togoensis, Того, Бенін.

## Спосіб життя і живлення
Сервали населяють відкриті простори з чагарниковими і трав'янистими заростями, оселяючись, як правило, недалеко від води. Уникають пустель, сухих рівнин і вологих тропічних лісів, тримаючись на узліссях останніх.
Сервали, головним чином, сутінкові тварини; пік мисливської активності приходиться на 4-5 годину ранку або 10-11 годину вечора.  Основною здобиччю стають гризуни, зайці, дамани та дрібні антилопи, а також фламінго, цесарки й інші птахи. Великі вуха і чудово розвинений слух допомагають їм висліджувати гризунів і ящірок, а довгі кінцівки полегшують просування у високій траві саван і допомагають дивитися поверх неї.
Попри довгі сильні ноги, сервал не може довго переслідувати здобич. Його спосіб полювання схожий з мисливською тактикою каракала. Полює сервал скрадом у високій траві; в разі потреби здійснює великі вертикальні стрибки (до 3 м у висоту), збиваючи злітаючих птахів. Гризунів сервал часто викопує, розриваючи нори, а за деревними даманами забирається на дерева. Уміє плавати. Сервали — дуже ефективні мисливці; в середньому 59 % їх нападів закінчуються спійманням здобичі.
Сервали ведуть поодинокий спосіб життя. Сутички між особинами рідкісні. У разі небезпеки вони воліють ховатися або рятуватися втечею, здійснюючи несподівані стрибки або різко міняючи напрям бігу, рідше залізають на дерева. Природними ворогами є інші африканські хижаки, такі як пардус, гієнові й африканський дикий пес. Дорослий сервал може стати жертвою нільського крокодила й лева. Кошенята стають жертвами і дрібніших хижаків, таких як різні мангустові, медоїд, хижі птахи і змії.

## Розмноження
Розмноження у сервалів не прив'язане до певної пори року. Проте в південних областях ареалу дитинчата з'являються, загалом у лютому — квітні. Під час еструса самиця та самець декілька днів полюють і відпочивають разом. Період вагітності становить 65—75 днів. Дитинчата народжуються в старих норах трубкозубів або в гніздах серед трави; в середньому в поносі — 2—3 кошенят. Мати годує їх молоком від 5 до 7 місяців. У однорічному віці вони покидають матір і знаходять собі власну територію. Молоді самиці живуть з матерями довше за молодих самців. Статевозрілість у сервалів наступає у віці 18—24 місяців.

## Статус популяції і охорона
Сервал є об'єктом промислу, оскільки його шкура йде на хутряні вироби; він також цінується в деяких районах Африки через своє м'ясо. Винищують його також через напади на свійську птицю. Внаслідок цього в густонаселених районах Африки чисельність сервалів помітно впала. Північний підвид сервала занесений в Червону Книгу МСОП із статусом «вид, що знаходиться під загрозою» (англ. endangered).
Сервали досить легко приручаються і можуть утримуватися в неволі як домашні тварини. Самці сервалів можуть злучатися із звичайними домашніми кішками, даючи гібриди. Відомі також гібриди сервалів з каракалами — сервікали і каравали.
- див. також: гібриди ссавців

## Виноски
1. ↑  Cat Specialist Group (2002). Leptailurus serval. 2006. Червоний список Міжнародного союзу охорони природи. IUCN 2006. www.iucnredlist.org. Переглянуто 12 May 2006.
2. ↑  Решетило О.С. Зоогеографія. — Львів : Львівський нац. ун-т ім. І. Франка, 2013. — 231 с. — ISBN 978-966-613-977-4.
3. ↑  Раковський І. (гол.ред.). Українська загальна енцикльопедія. — Львів, Станиславів, Коломия : Рідна школа, 1930–1933. — Т. 2. — С. 275.
4. ↑  Stevenson A., Waite M. Concise Oxford English Dictionary. — OUP Oxford, 2011. — С. 1316. — ISBN 9780199601103.
5. ↑  Сервал на сайті МСОП. Архів оригіналу за 2 травня 2012. Процитовано 31 березня 2012.
6. ↑  Stephen J. O'Brien and Warren E. Johnson The Evolution of Cats — Scientific American. 08/2007; 297(1):68-75 PDF [Архівовано 2 грудня 2013 у Wayback Machine.] (англ.)